# Киямов, Шамси
Шамси Киямов (узб. Shamsi Kiyomov) (1 января 1920, Самарканд, Хивинское ханство — 17 января 2000) — советский и узбекский актёр, драматург и сценарист, Член Союза писателей СССР (1962—91), Народный артист Таджикистана.

## Биография
Родился 1 января 1920 года в Самарканде. В 1947 году переехал в Москву и поступил в ГИТИС, который он окончил в 1952 году. Практически с момента поступления в ГИТИС он начал заниматься и литературным творчеством и продолжил писать пьесы вплоть до смерти, одновременно с этим писал сценарии к кинофильмам.
Скончался 17 января 2000 года, дожив до 80-летнего юбилея.

## Фильмография

### Актёр
- 1947 — Рядовой Александр Матросов — Абдурахманов
- 1960 — Операция Кобра — Алимов
- 1966 — Нужный человек
- 1976 — Сказание о Сиявуше — поэт.

### Сценарист
- 1959 — Сыну пора жениться